# Cantone di Nolay
Il Cantone di Nolay era una divisione amministrativa dell'arrondissement di Beaune.
A seguito della riforma approvata con decreto del 18 febbraio 2014, che ha avuto attuazione dopo le elezioni dipartimentali del 2015, è stato soppresso.

## Composizione
Comprendeva i comuni di:
- Aubigny-la-Ronce
- Baubigny
- Chassagne-Montrachet
- Cormot-le-Grand
- Corpeau
- Ivry-en-Montagne
- Jours-en-Vaux
- Molinot
- Nolay
- Puligny-Montrachet
- La Rochepot
- Saint-Aubin
- Saint-Romain
- Santenay
- Santosse
- Thury
- Vauchignon